# Manuel Osa Nsue Nsua
D. Manuel Osa Nsue Nsua (Andom-Onvang, 21 de julho de 1976) é um político e banqueiro equatoguineense que serve como primeiro-ministro da Guiné Equatorial desde agosto de 2024. Anteriormente, atuou como chefe do banco nacional de 2012 até sua nomeação como primeiro-ministro.

## Início da vida
Osa nasceu em 21 de julho de 1976, em Andom-Onvang, no município de Nsok-Nsomo, Guiné Equatorial. Aos seis anos, mudou-se para a Espanha para viver com sua irmã em Palma de Maiorca. Na Espanha, ele obteve seu diploma de bacharel e depois se matriculou na Universidade das Ilhas Baleares, estudando ciências empresariais e economia. Ele recebeu diplomas em ambas as áreas e mais tarde estudou mais na Universidade Pompeu Fabra, onde obteve um mestrado em gestão financeira e contabilidade empresarial em 2005.

## Carreira
Após Osa se formar na Pompeu Fabra, ele serviu brevemente na Diretoria Geral de Economia da Comunidade Autônoma das Ilhas Baleares, antes de ingressar no Banco Santander no final de 2005. Servindo na agência de Palma de Maiorca, ele passou de gerente de contas a diretor executivo e diretor geral da agência. Nessa função, ele foi o supervisor das operações do banco em quatro zonas e também ajudou a tomar decisões para o escritório de Madri.
Em 2012, Osa retornou ao seu país natal e se tornou o diretor executivo do Banco Nacional de Guiné Equatorial (BANGE, Banco Nacional da Guiné Equatorial). O banco, sediado em Malabo, é o único credor privado com sede na Guiné Equatorial. Osa assumiu o BANGE quando estava à beira da falência e o recuperou com sucesso, com a Jeune Afrique o apelidando de "salvador" do banco. Como CEO e diretor geral do banco, ele supervisionou uma grande expansão, atingindo 22 agências em 2017 e estabelecendo seu primeiro escritório na Espanha naquele ano. Em 2019, escritórios foram estabelecidos em todos os distritos do país, exceto dois. Além de liderar o banco na Guiné Equatorial, Osa também atuou no conselho de diretores de seu escritório em Camarões.
Osa recebeu várias homenagens por sua direção do BANGE. Em 2016, ele foi nomeado CEO do Ano do Banco da Guiné Equatorial e o BANGE foi nomeado o banco do ano do país como parte do Global Banking & Finance Awards. O BANGE foi nomeado Banco do Ano da Guiné Equatorial pelo The Banker em 2017, com a publicação destacando sua estabilidade apesar de uma queda do mercado. Osa também recebeu um prêmio do African Banker em 2019. O BANGE foi nomeado o Banco do Ano do país pelo The Banker novamente em 2022. Osa também atuou na Bange Business School como presidente do conselho de administração, começando em 2020.
Em 16 de agosto de 2024, o presidente Teodoro Obiang Nguema Mbasogo decretou Osa como o próximo primeiro-ministro da Guiné Equatorial, sucedendo Manuela Roka Botey, que havia renunciado junto com o resto do governo por ser "ineficaz". No decreto do presidente, Osa foi nomeado para supervisionar a "coordenação administrativa" do país. Sua nomeação foi feita quando o país entrou em crise econômica.